# Eustrophopsis bipunctatus
Eustrophopsis bipunctatus là một loài bọ cánh cứng trong họ Tetratomidae. Loài này được Champion mô tả khoa học đầu tiên năm 1889.